# Верхолюджа

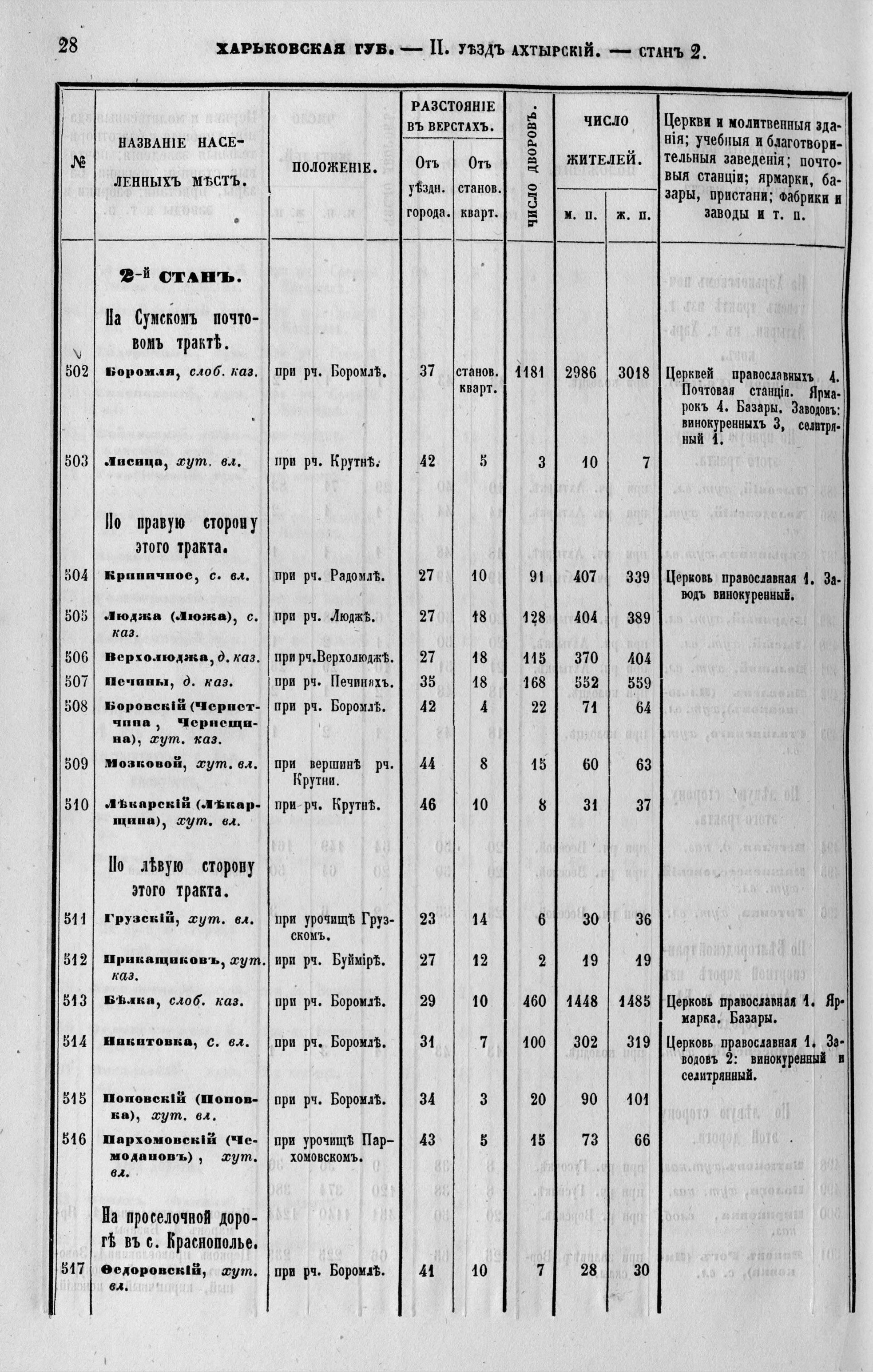
Верхолюджа в документах

Верхолюджа — колишнє селище на території Охтирського району Сумської області України. В данний момент селище знаходиться в складі села Люджа.

## Історія

### Утворення
Точна дата заснування селище невідома, та приблизно селище було засновано в 1660 роках . Воно було засноване вихідцями з Московських земель, боярськими дітьми. Філарет Гумілевський зазначав що з Люджи та Верхолюджи на харківську ярмарку привозили 20000 пудів груш. Через те що своєї церкви в селі не було воно було тісно пов'язане з селом Люджа. Після реформ Катерини Другої село входило в Боромляську Волость, яка входила в Охтирський Уїзд, який був частиною Харківської губернії.

#### Нова історія
В 1918 році село ввійшло до складу УНР, а в 1920 селище стало частиною УРСР. Після Голодомору населення впало майже в два рази, та точні цифри невідомі. Під час Другої світової війни село було окуповано німецькими військами.Та в 1943 році було звільнено.

##### Приєднання
В 1967—1971 почався процесс приєднання селище до Люджи. І в кінці 1971 року село було остаточно приєднано. Зараз село вважається районом селище.

## Населення

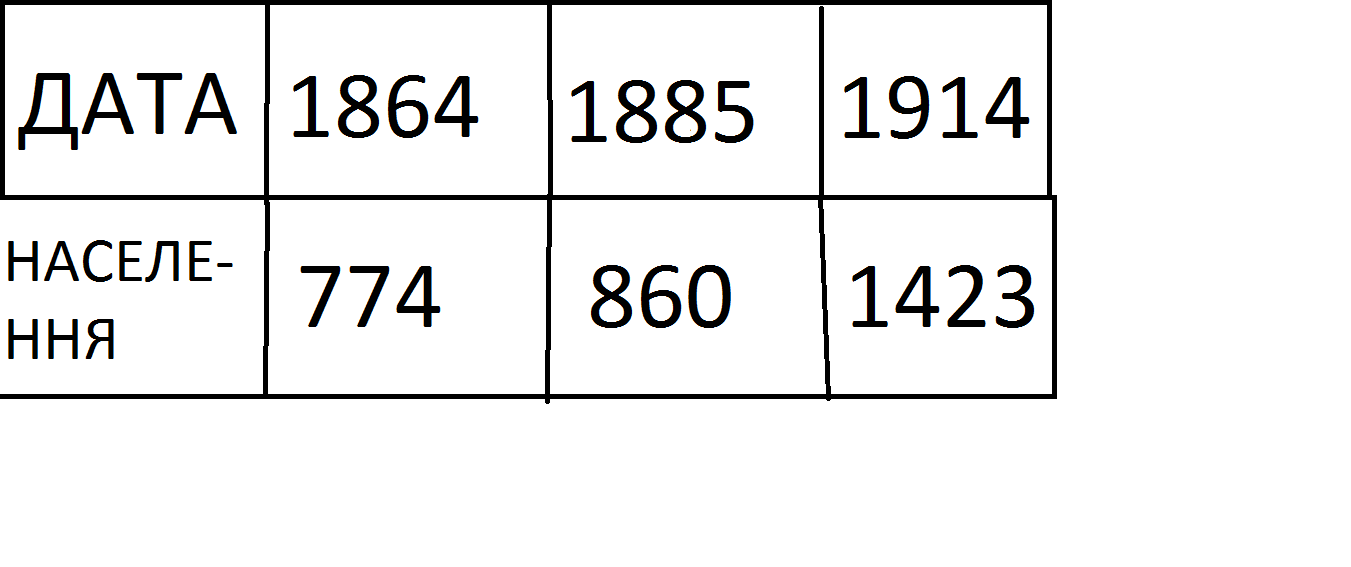
Данні населення селища Верхолюджа

За великою переписсю населення Російської імперії в Верхолюджі на 1864 рік приходиться 404 жіночої статі та 370 чоловічої, також 120 дворів. Поступову селище росло і в 1885 році населення зросло до 860 чоловік, а уже в 1914 році населення зросло до 1423 мешканців.